# Judith McHale (nuotatrice)
Judith McHale (London, 8 dicembre 1942 – 23 agosto 1995) è stata una nuotatrice canadese, che ha partecipato alle Olimpiadi di Roma 1960, gareggiando nei 200m rana e nella Staffetta 4x100m mista.